# Nicolas Fabiano
Pour les articles homonymes, voir Fabiano.
Nicolas Fabiano, né le 8 février 1981 à Courbevoie, est un footballeur français . Il était milieu de terrain. Depuis l'arrêt de sa carrière de footballeur, il travaille comme PDG d'une petite entreprise d'import/export, principalement de cigarettes électroniques.

## Biographie
Nicolas Fabiano intègre l'INF Clairefontaine en deuxième année, en 1995. En parallèle il est licencié au Paris Saint-Germain. International dans les catégories de jeunes, Fabiano ne s'impose pas au PSG. Il est alors prêté à Swansea City puis au FC Istres au cours de l'année 2001. Le PSG le prête à nouveau à Istres lors de la saison 2001-2002. 
À la fin de cette saison, le PSG le libère de son contrat et il rejoint le club écossais d'Aberdeen. Il n'y reste qu'un an et connaît ensuite une saison sans club. Il rebondit en signant au Racing. Après deux saisons, il s'engage avec le Red Star. 

## Carrière
- 1999- oct 2000 : Paris Saint-Germain  France
- oct 2000- fév 2001 : Swansea City  Pays de Galles
- fév 2001-2002 : FC Istres  France
- 2002-2003 : Aberdeen FC  Écosse
- 2003-2004 : sans club
- 2004-2006 : RC France  France
- 2006-2008 : Red Star  France
- 2008-2009 : CO Vincennes  France[2]

## Palmarès
- Vainqueur du Championnat d'Europe des moins de 19 ans 2000